# Serjania prancei
Serjania prancei är en kinesträdsväxtart som beskrevs av Acevedo R.. Serjania prancei ingår i släktet Serjania och familjen kinesträdsväxter. Inga underarter finns listade i Catalogue of Life.